# Fenedy Masauvakalo
Fenedy Masauvakalo (11 de abril de 1985) es un futbolista vanuatuense que juega como delantero o mediocampista en el AS Central Sport.

## Carrera
Debutó en 2006 en el Tupuji Imere de su país, pero en 2007 viajó a Australia para incorporarse al Mitchelton, club donde jugó hasta 2010, cuando llegó al Amicale FC. Luego de conseguir el subcampeonato en la Liga de Campeones de la OFC 2014, tuvo un corto paso en el AS Central Sport francopolinesio, para luego volver al Amicale. En 2017 volvió a incorporarse al club francopolinesio.
| Club             | País               | Año             |
| ---------------- | ------------------ | --------------- |
| Tupuji Imere     | Vanuatu            | 2006 - 2007     |
| Mitchelton       | Australia          | 2007 - 2010     |
| Amicale FC       | Vanuatu            | 2010 - 2014     |
| AS Central Sport | Polinesia Francesa | 2014            |
| Amicale FC       | Vanuatu            | 2014 - 2016     |
| AS Central Sport | Polinesia Francesa | 2017 - Presente |

### Selección nacional
Disputó la Copa de las Naciones de la OFC 2016 en representación de Vanuatu. Además, ganó la medalla de bronce en los Juegos del Pacífico Sur 2007.